# فرانز شنايدر
فرانز شنايدر هو مهندس سويسري، ولد في 27 سبتمبر 1871 في كونستانس في ألمانيا، وتوفي في 24 مايو 1941 في طوكيو (اليابان) في اليابان.